# Thielisch (Adelsgeschlecht)

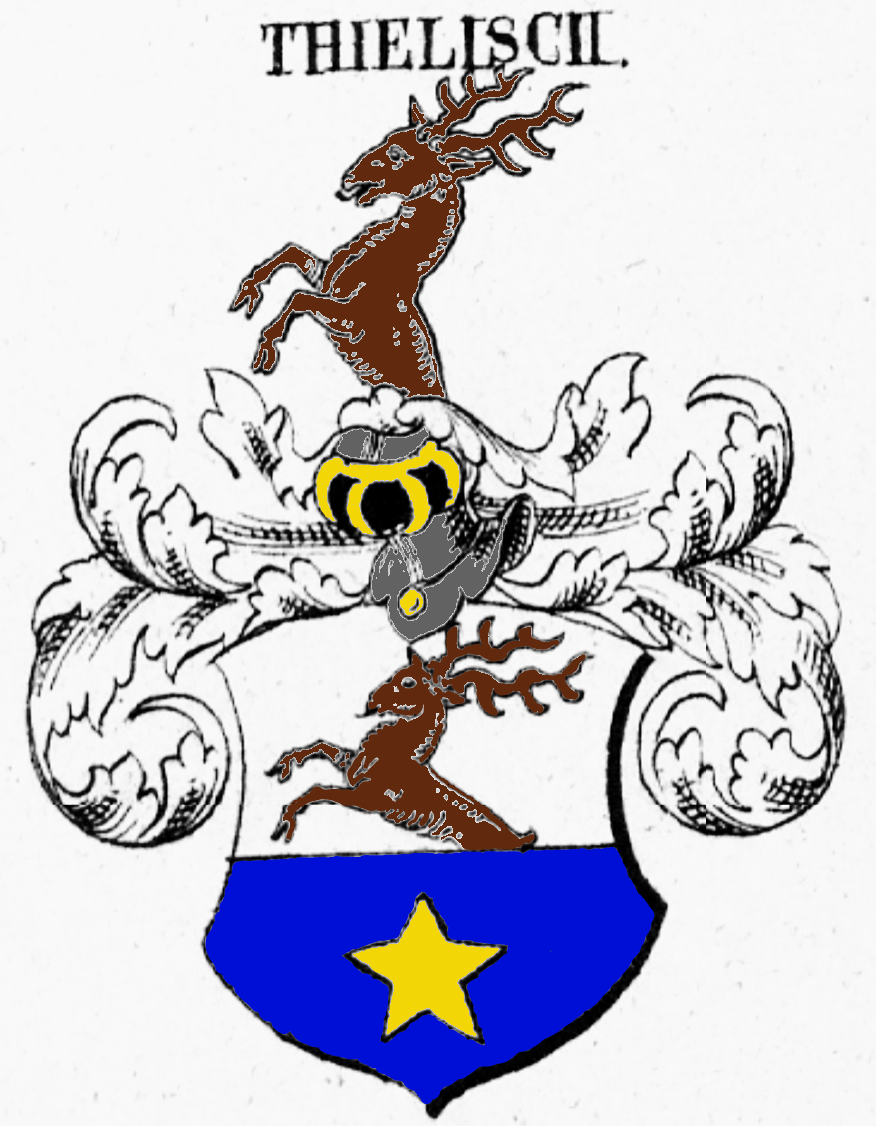
Hirschberger Wappen in Siebmachers Wappenbuch (nachkoloriert)

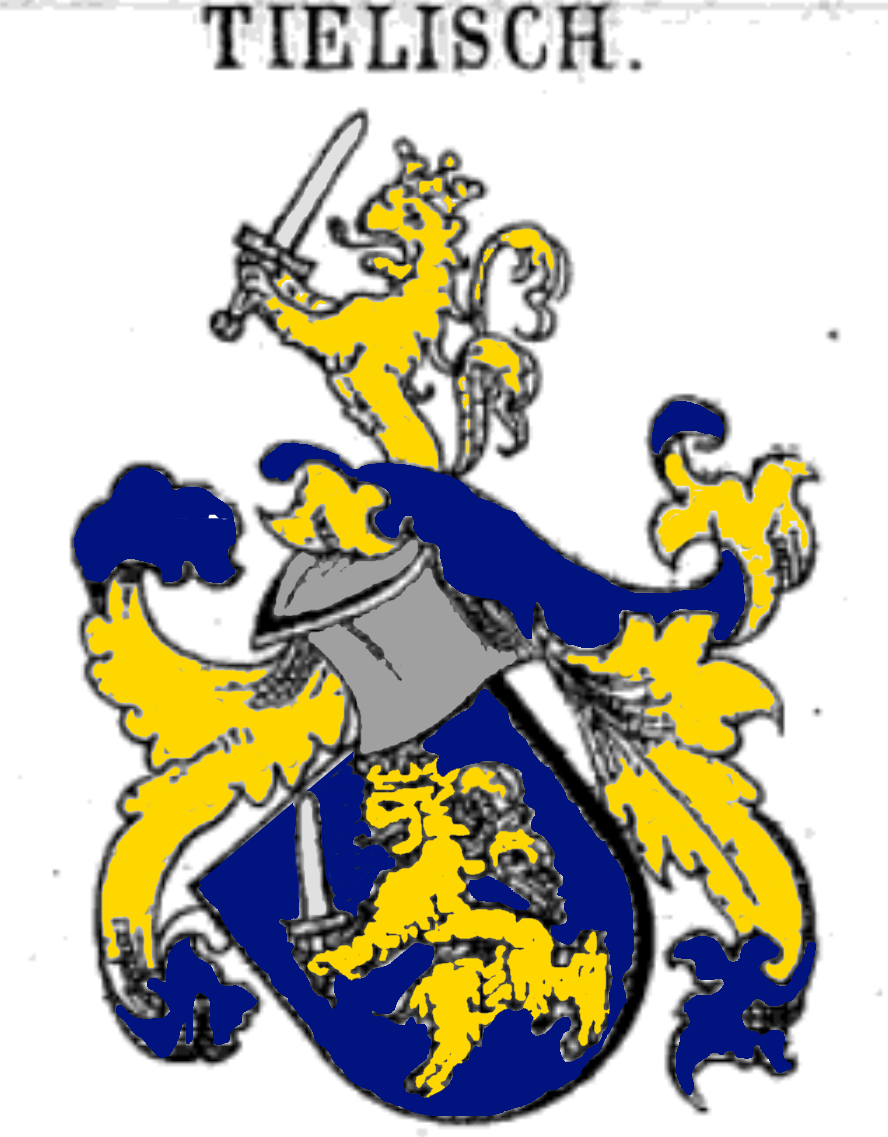
Späteres Breslauer Wappen in Siebmachers Wappenbuch (nachkoloriert)

Thielisch (auch Tilisch, Tilesius, Thilisch von Rüdigersdorf, Thielisch von Tilenau, o. ä.) ist der Name eines aus Hirschberg stammenden Breslauer Adelsgeschlechts.

## Geschichte